# Свешников, Арам Арутюнович
Арам Арутюнович Свешников (18 ноября 1911, Санкт-Петербург, Российская империя — 24 марта 1979, СССР) — советский математик, доктор технических наук, профессор, один из ведущих советских специалистов в области прикладных методов теории вероятностей. Создатель научной школы по прикладным вероятностям. Заслуженный деятель науки и техники РСФСР (1964).   

## Биография
Родился 18 ноября 1911 года. Окончил физический факультет ЛГУ по специальности «теоретическая физика» (1935), завершил там же обучение в аспирантуре (1938). Защитил докторскую степень в 1951 году.
Работал в Артиллерийском научно-исследовательском морском институте. После выхода в отставку в 1969 году перешёл на кафедру вычислительной математики Политехнического института.
Является создателем целого ряда классических трудов, наиболее известные из которых «Вероятностные методы в прикладной теории гироскопов» и «Прикладные методы теории случайных функций».
Его труды получили мировое признание и были переведены на несколько языков.
Наиболее ценные научные результаты, считающиеся в настоящее время классическими, относятся к теории стрельбы, теории качки корабля на нерегулярном морском волнении, вероятностной теории гироскопов, а также различным приложениям теории случайных процессов, в частности, теории марковских процессов.